# Alsófeketevölgy
Alsófeketevölgy (Valea de Jos), település Romániában, a Partiumban, Bihar megyében.

## Fekvése
Vaskohtól északkeletre, a Fekete-Körös egyik mellékpatakja mellett fekvő település.

## Története
Alsófeketevölgy nevét 1588-ban említette először oklevél Alsofeketeptak néven. 1600-ban Fekete Patak, 1692-ben Also Fekete Patak, 1808-ban Valenyagra (Alsó-), Váleanyagra, 1828-ban Alsó Fekete Völgy, Also Valenyagra, Vale Nyegra de Szosz -nak írták.
A település a 18-19. században a nagyváradi görögkatolikus püspök birtoka volt.
1851-ben Fényes Elek írta a településről:
Alsó-Valenyágra vagy Alsó-Feketevölgy, Bihar vármegyében, 450 óhitű lakossal, anyatemplommal, s egy patakkal. Úrbéri szántó és rét 100, legelő 90, urasági erdő 800 hold. Bírja a váradi görög püspök
1878-ban környékén kőszéntelepeket fedeztek fel.
A 20. század elején lakói daróckészítéssel és vászonszövéssel foglalkoztak.

## Nevezetességek
- 1738-ban épült ortodox fatemploma a romániai műemlékek jegyzékén a BH-II-m-A-01226 sorszámon szerepel.[1]

## Galéria

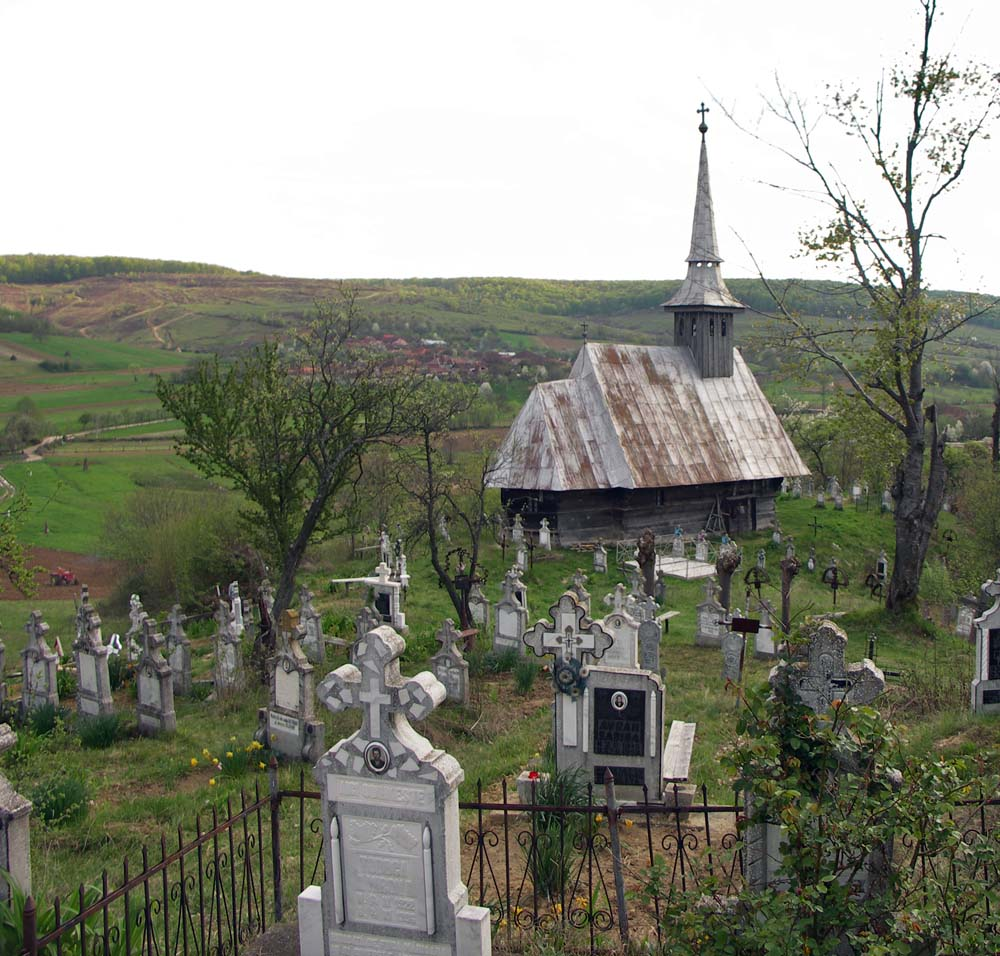
Ortodox fatemplom
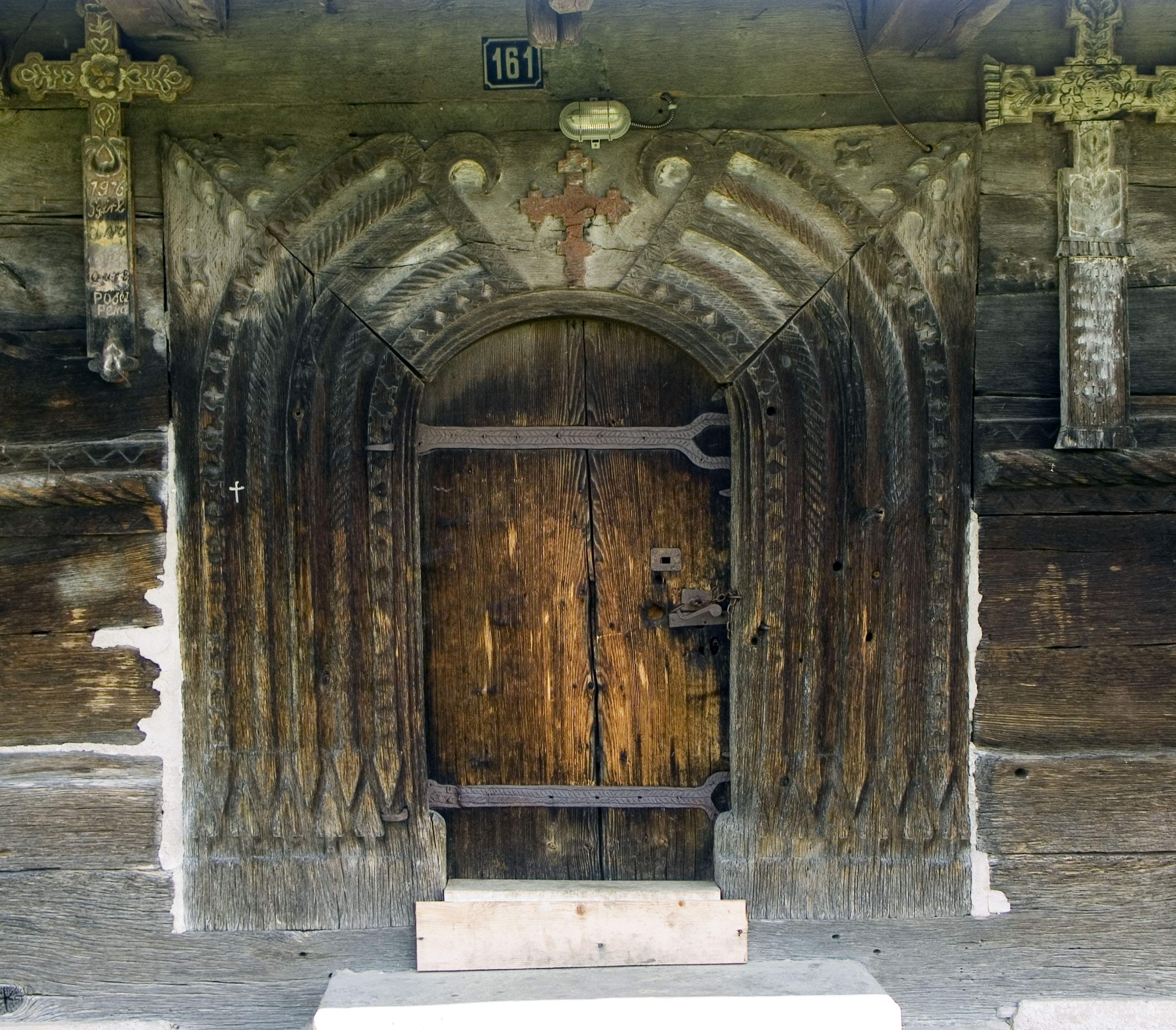
A fatemplom bejárata
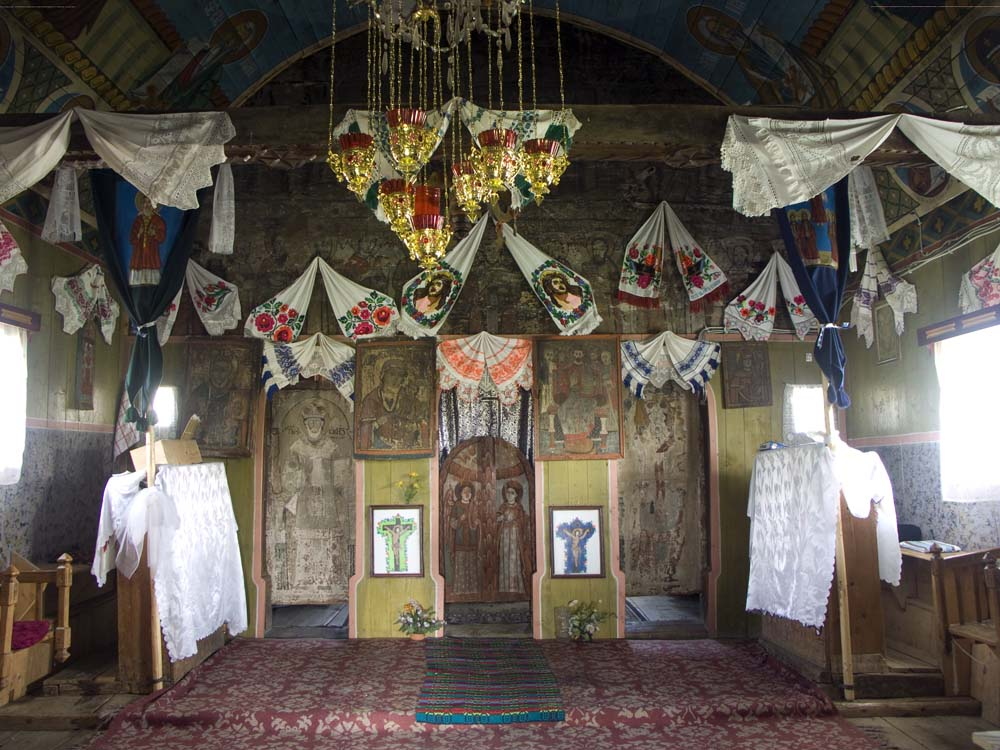
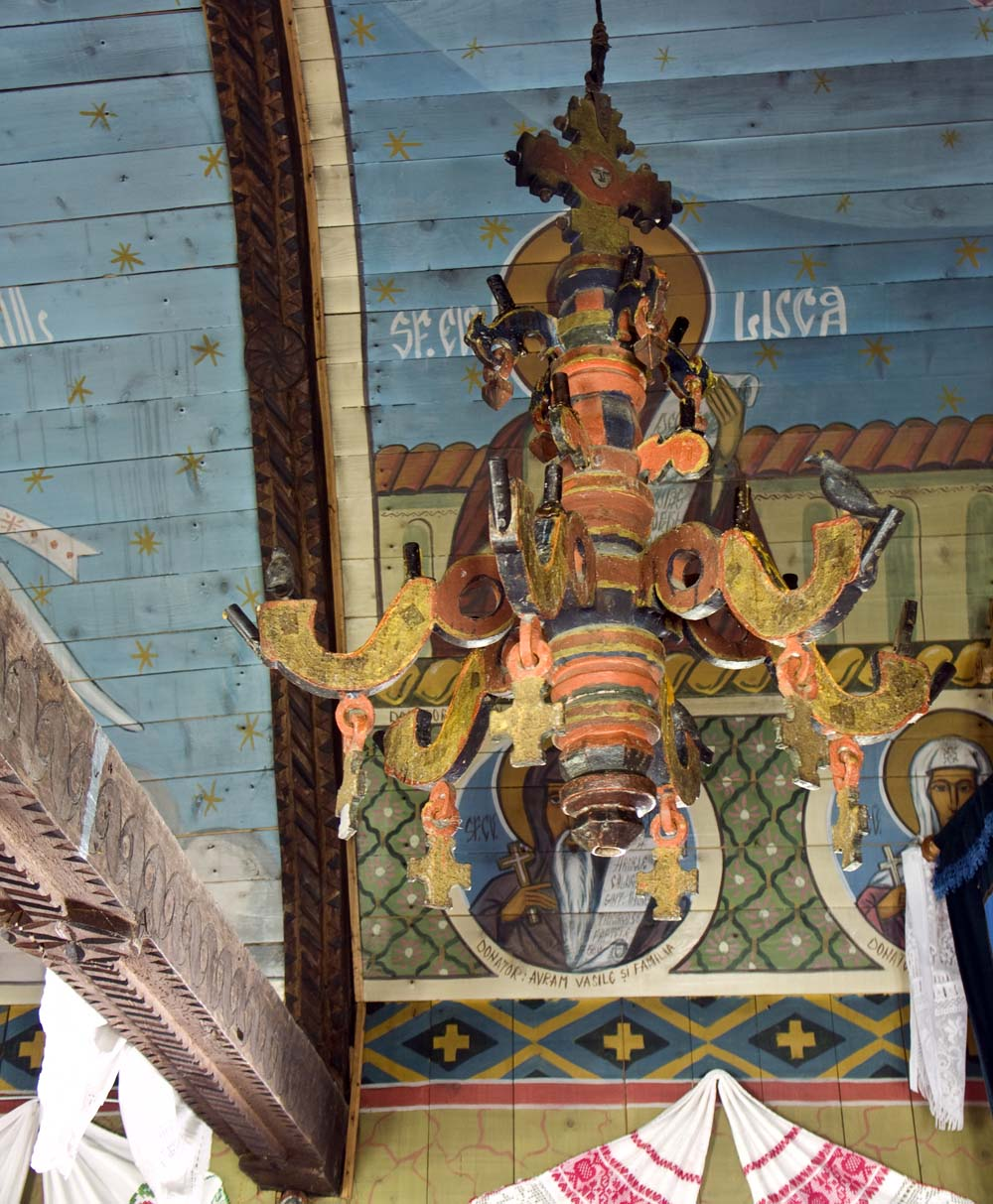
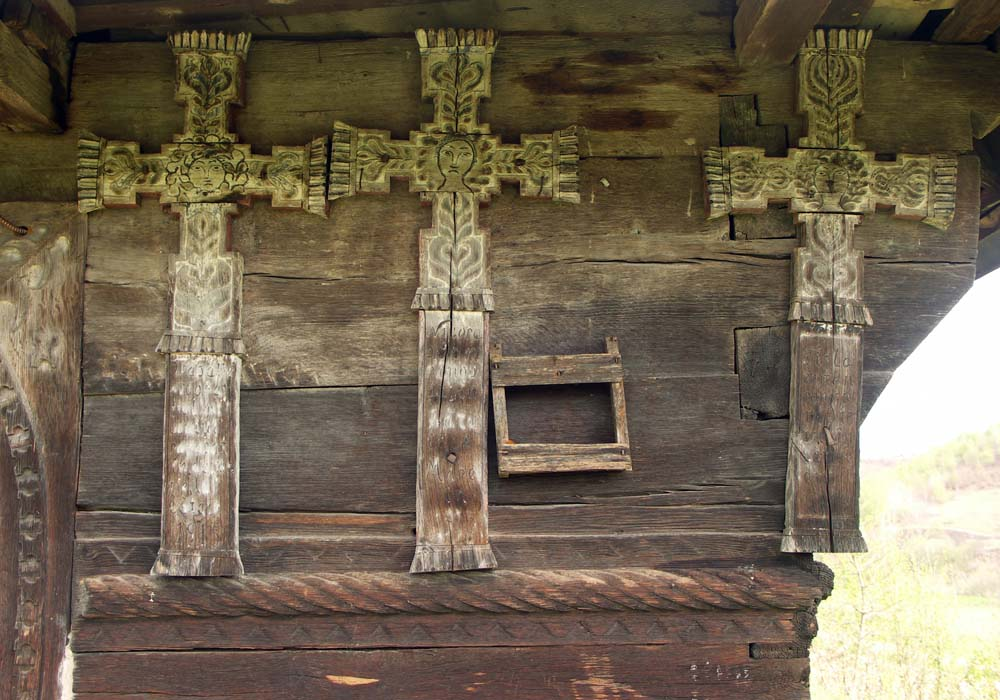